# Cuarteles de invierno (novela)
Cuarteles de invierno (1980) es una novela del escritor y periodista argentino Osvaldo Soriano. Dado que transcurre en el mismo pueblo de su obra anterior, No habrá más penas ni olvido, puede ser considerada una continuación de aquella. Su versión para el cine fue dirigida por Lautaro Murúa.

## Sinopsis
La historia transcurre en Colonia Vela, un pequeño pueblo provinciano argentino ficcional, durante la última dictadura argentina cívico-militar (1976-1983).
Andrés Galván, un cantor de tangos en decadencia y narrador de la historia, y Tony Rocha, un boxeador olvidado, se conocen en la estación de tren del pueblo y se hacen amigos. Se acerca el aniversario del pueblo y las autoridades militares preparan un gran festival, para el cual los amigos han sido contratados: Galván debe dar un recital en el teatro, y Rocha se enfrentará con Marcial Sepúlveda, campeón invicto local y favorito, ante quien deberá perder. Aunque ambos intentan no comprometerse con las intenciones de los militares y limitarse a realizar su trabajo, pronto advierten que eso no será tan sencillo como les parecía inicialmente.